# Ardkinglas Castle

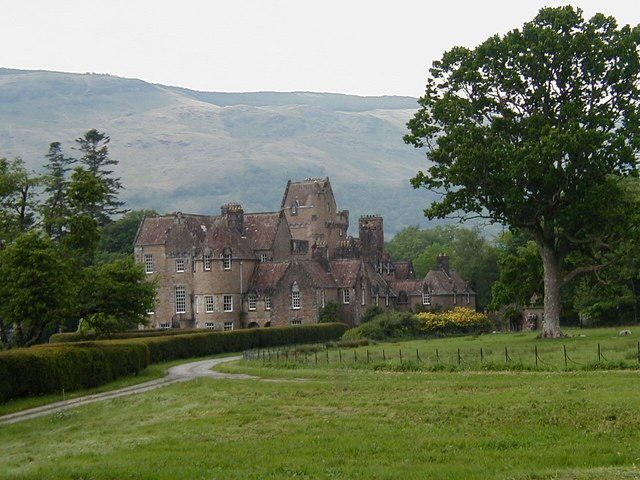
1790 errichtetes Ardkinglas House – Herrenhaus am ehemaligen Standort der abgegangen Burg Ardkinglas

Ardkinglas Castle ist eine abgegangene Burg an den Ufern des Loch Fyne in der schottischen Council Area Argyll and Bute.

## Beschreibung
Die Burg (vermutlich aus dem 14. Jahrhundert) war rechteckig um einen Innenhof von 29,3 Metern × 29,3 Metern gebaut. Sie hatte große Tourellen an drei von vier Ecken; an der Vorderfassade hatte sie einen großen Torturm mit zwei Flankierungstürmen. Sie war von wundervollen Gärten und Parkland umgeben, sowie vom weitläufigen Anwesen von Ardkinglas.
1769 wurde bereits berichtet, dass die Burg zerstört sei.
1790 wurde an der Stelle der Burg mit Ardkinglas House ein großes georgianisches Landhaus im klassizistisch-palladianischen Stil mit 66 Fenstern nach Plänen des Architekten Robert Adam und später nach denen von James Playfair gebaut.